# Erica chionodes
Erica chionodes är en ljungväxtart som beskrevs av Edward George Hudson Oliver. Erica chionodes ingår i släktet klockljungssläktet, och familjen ljungväxter. Inga underarter finns listade i Catalogue of Life.